# МАЗ-105

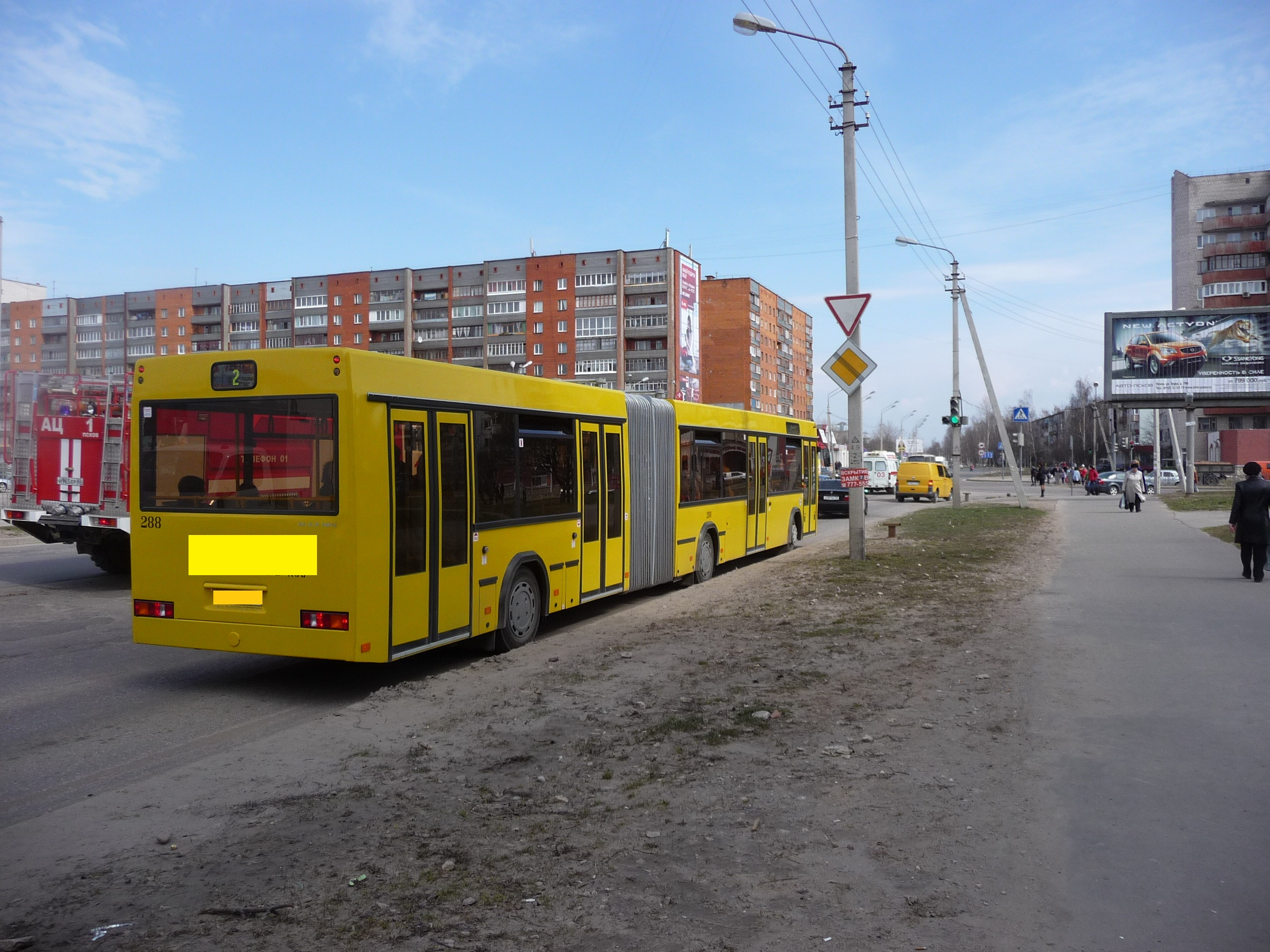
Рестайлинговый МАЗ-105, вид сзади (Псков)

МАЗ-105 — первый белорусский сочленённый автобус особо большого класса. Выпускался Минским автомобильным заводом с 1997 года (серийное производство с 2000 года) по 2017 год. Унифицирован с другими автобусами семейства МАЗ-103, созданного по аналогии автобусам Neoplan. В 2008 году был произведён рестайлинг относительного исходного дизайна. Имеет привод на средние колёса (задние колеса тягача).

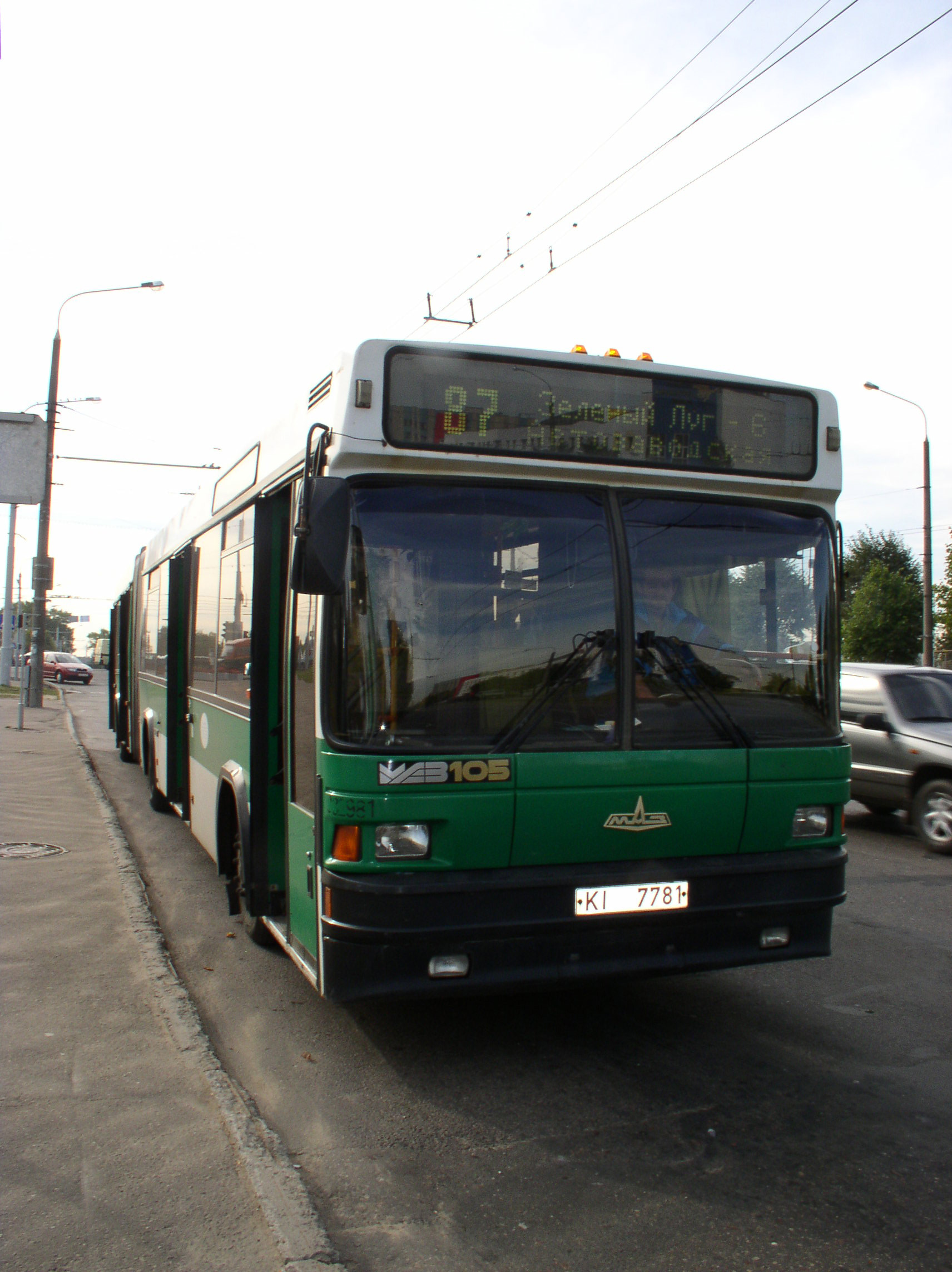
Оригинальный МАЗ-105, вид спереди (Минск)

МАЗ-105 имеет современный вид благодаря большим и различным по форме боковым окнам, лобовому стеклу прямоугольной, слегка выпуклой формы, разделенному на две части, увенчанному дисплеем для индикации номера маршрута.
Двигателем МАЗ-105 является немецкий Mercedes-Benz OM906LA (Евро-3) объёмом 6,37 литра и мощностью 279 лошадиных сил, который располагался в первой секции, из-за этого в прицепе была накопительная площадка. Оснащён автоматической коробкой передач Voith. 
Максимальная скорость МАЗ-105 составляет 75 км/ч. По заказу может быть установлен кондиционер, электронная информационная система, раздвижные окна. Вместимость модели — 160-175 человек, количество сидячих мест колеблется от 30 до 36.
Эксплуатируется во многих городах Белоруссии, России, Украины, Казахстана, Кубы.
В Москве в своё время эксплуатировались три единицы ПС: первые два — в филиале «Центральный» (тогда — ФАТП), первый — 08001 — испытывался с конца весны до сентября 2002 года, позже передан в Гомель, где работал до сентября 2019 года, второй — 08001 — испытывался с лета до ноября 2003 года, после чего руководство ГУП «Мосгортранс» его купило и он был перенумерован в 08300 и проработал вплоть до декабря 2014 года, третий автобус принадлежал одной из частных компаний.

## История
Первый прототип автобуса построен в 1997 году, а в 1998-1999 годах выпускались опытные партии автобусов этой модели. С 2000 года начато серийное производство. В 2002 году уменьшен по высоте моторный отсек (до этого занимал место от пола до потолка). В 2008 году был произведён рестайлинг, касавшийся в основном передней маски кузова. В 2014 году выпуск автобусов МАЗ-105 был прекращён, последняя партия поступила летом 2014 года в Барановичи. Но на заводе осталось шесть каркасов кузова под эту модель автобуса, которые в конце осени 2017 были собраны. Произведённые после трёхлетнего перерыва автобусы поступили снова же в Барановичи.

## Модификации
| Название    | Назначение | Тип КПП        | Модель КПП    | Модель двигателя      | Экостандарт | Годы выпуска    | Примечание                                                                           |
| ----------- | ---------- | -------------- | ------------- | --------------------- | ----------- | --------------- | ------------------------------------------------------------------------------------ |
| МАЗ-105.000 | городской  | механическая   | Praga 5PS     | ММЗ-Д260.5            | Евро-0      | 1997            | Единственный экземпляр,списан                                                        |
| МАЗ-105.040 | городской  | механическая   | ZF 6S-85      | Renault MIDR 06.20.45 | Евро-1      | 1998—1999       | В 1998-1999 гг. 3 единицы поступили в Минск и 1 в Солигорск. Списаны в 2009-2014 гг. |
| МАЗ-105.041 | городской  | механическая   | Praga 5PS     | Renault MIDR 06.20.45 | Евро-1      | 2000—2004       | Списаны, 2 музейных (1 в Киеве и в Минске)                                           |
| МАЗ-105.042 | городской  | автоматическая | Voith D851.2  | Renault MIDR 06.20.45 | Евро-1      | 2000—2002       | Списаны, 1 музейный в Санкт-Петербурге                                               |
| МАЗ-105.060 | городской  | автоматическая | Voith D851.3E | Mercedes-Benz OM906LA | Евро-2      | 2001—2006       | Осталось 78 единиц, из них 70 в работе                                               |
| МАЗ-105.065 | городской  | автоматическая | Voith D851.3E | Mercedes-Benz OM906LA | Евро-3      | 2006—2009       | 304 единицы, 1 из них музейный в Санкт-Петербурге, в работе 283                      |
| МАЗ-105.465 | городской  | автоматическая | Voith D851.3E | Mercedes-Benz OM906LA | Евро-3      | 2008—2014, 2017 | Рестайлинг                                                                           |